# Пирамида Волшебника
Пирамида Волшебника (исп. Pirámide del Adivino) — ступенчатая пирамида в Мезоамерике, расположенная в древнем городе Ушмаль цивилизации Майя в Мексике. Самое высокое и узнаваемое сооружение в Ушмале.

## Описание
Пирамида расположена в центре древнего Ушмаля, который когда-то был одним из крупнейших городов на полуострове Юкатан. Вероятно, в нем проживало около 25 000 человек, а пик его развития пришелся на период с 600 по 1000 год нашей эры. Название Ушмаль на языке майя означает «три раза» и указывает на многослойную конструкцию крупнейших сооружений города, которые в 1996 году были включены в список Всемирного наследия ЮНЕСКО как вершина позднего майянского искусства и архитектуры.

## Конструкция и вид

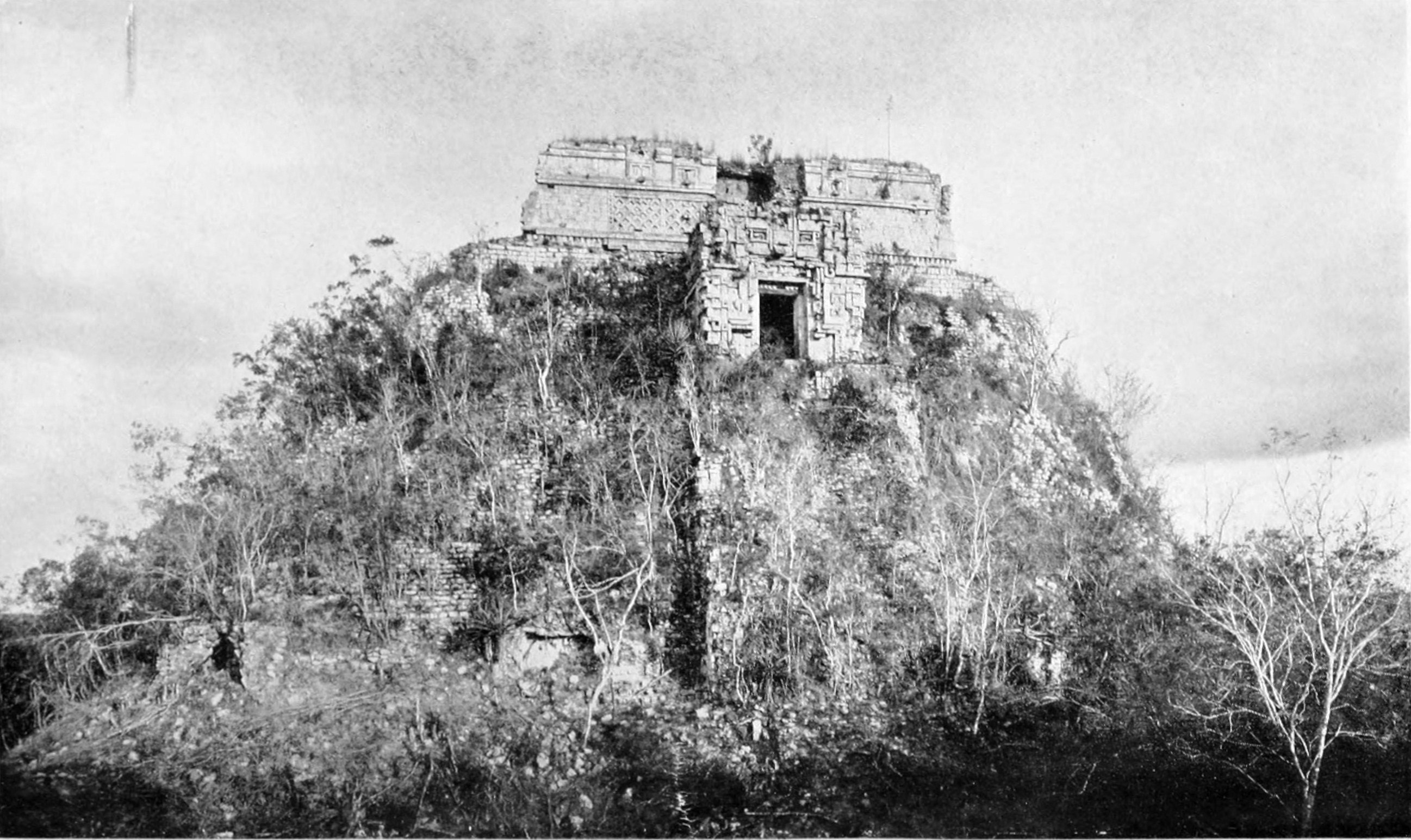
Пирамида Волшебника в 1913 году

Пирамида Адивино возвышается над Ушмалем и считается уникальной благодаря своим округлым сторонам, значительной высоте, круто поднимающимся внешним стенам и необычному эллиптическому основанию.

### Размеры
Точная высота пирамиды Адивино является предметом споров и оценивается как 131 фут (около 40 метров) и 90,5 футов (около 27,5 метров). Признанная высота — 115 футов (около 35 метров). Размеры фундамента составляют приблизительно 227 × 162 фута (около 69 × 49 метров). Однако точные размеры неизвестны, пирамида является крупнейшим сооружением в Ушмале и самым впечатляющим сооружением майя на полуострове Юкатан.

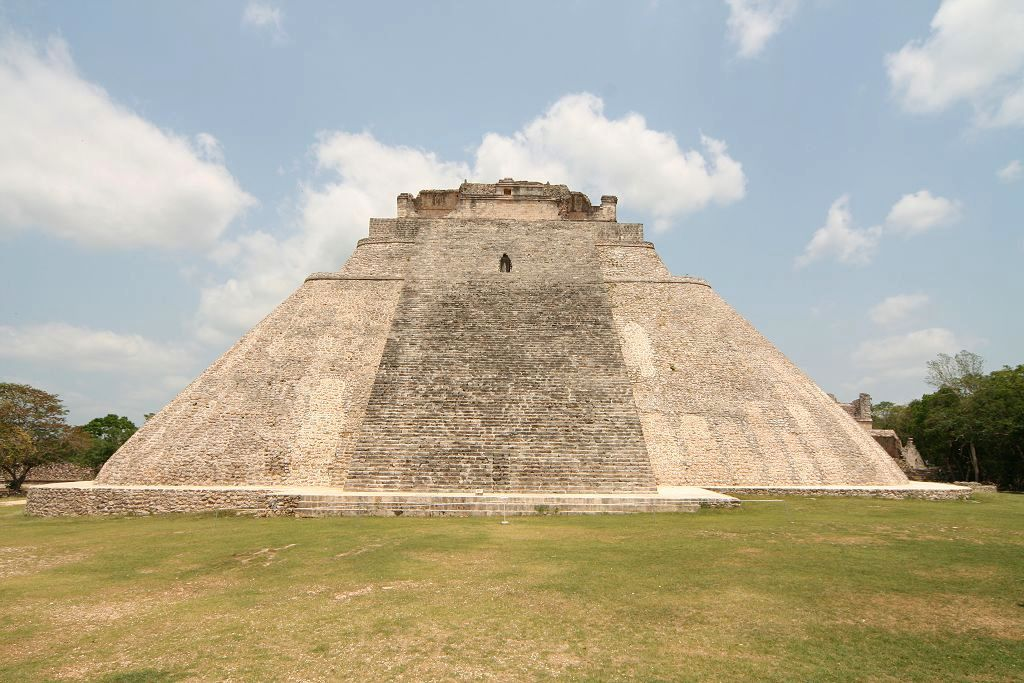
Пирамида Волшебника

## Реставрация и текущий статус
Реставрационные работы начались в Ушмале в середине XIX века. Пирамида Волшебника регулярно ремонтировалась и поддерживалась в хорошем состоянии в течение всего времени. В начале 1970-х годов археологи из Национального института антропологии и истории (INAH - Instituto Nacional de Antropología e Historia) предприняли крупный проект по консервации. Целью этих усилий было укрепить стороны и плоские террасы пирамиды и улучшить структурную целостность храмов. В 1988 году ураган Гилберт пронесся по полуострову Юкатан, принеся с собой сильные ветры и обильные осадки, что нанесло значительный ущерб внешней части пирамиды. Послеураганное обследование конструкции выявило трещины, которые образовались в стенах южной стороны, по обе стороны западной лестницы. Также были отмечены повреждения вертикальных стен у основания пирамиды, с западной стороны.

## Легенды
Название Пирамиды Адивино происходит от легенды племени Майя.
Легенда появляется в различных писаниях, посвященных строительству пирамиды. Согласно одной из этих записей, бог-творец Ицамна построил пирамиду в одиночку за одну ночь, используя свою силу и магию.
Согласно другой версии, Ушмаль был обречен пасть из-за мальчика, рожденного не женщиной, когда раздался удар гонга. Однажды в этот гонг ударил карлик, который не был рожден женщиной, а вылупился из яйца, высиженного бездетной женщиной. Согласно туристическому путеводителю по Ушмалю, это было яйцо игуаны, а женщина была ведьмой. Звук гонга напугал городских вождей, и они постановили казнить карлика. Но они были готовы сохранить жизнь карлику, если он выполнит три, казалось бы, невыполнимых задания. Одной из этих задач было построить за одну ночь огромную пирамиду, которая будет больше любого другого здания в городе. Наконец, гном выполнил все задания, включая строительство пирамиды. Итак, карлик был назначен новым правителем Ушмаля, и здание было посвящено ему. Поэтому пирамиду также называют Пирамидой Карлика.
Несколько иную версию этой легенды рассказывает Ганс Ли в книге «Древние»: согласно ей, этот храм-пирамида был построен могущественным гномом-волшебником, которого высидела в яйце его мать. Под угрозой со стороны царя Ушмаля он был вынужден построить этот храм в течение 14 дней или погибнуть.
В других традиционных версиях старуха изображается как ведьма или колдунья, а карлик — мальчик, который волшебным образом вырастает за одну ночь.

«Официальная» легенда была рассказана Джону Ллойду Стивенсу в 1840 году местным индейцем майя следующим образом:
В хижине, расположенной на месте, где сегодня стоит пирамида, жила старая женщина. Эта старуха была ведьмой, которая однажды начала горевать, потому что у нее не было детей. Однажды она взяла яйцо, завернула его в ткань и положила в угол своей маленькой хижины. Каждый день она проверяла яйцо, пока однажды оно не вылупилось, и из зачарованного яйца не появилось маленькое существо, очень похожее на ребенка.
Старушка обрадовалась и приняла ребенка как своего сына. Она нашла кормилицу и хорошо за ним ухаживала, так что уже через год существо вело себя и говорило как человек. После этого года рост прекратился, и старуха очень гордилась своим сыном и сказала ему, что однажды он станет великим правителем или вождем.
Однажды она велела сыну пойти в дом правителя и бросить правителю вызов на поединок с целью испытать его силу. Сначала карлик не хотел идти, но старуха настояла, и он отправился на встречу с правителем. Стражники впустили его, и он бросил вызов правителю. Правитель улыбнулся и велел карлику поднять камень весом в три арробы (около 34 кг). Гном заплакал и побежал обратно к матери. Ведьма была мудра и велела своему сыну передать королю, что если король первым поднимет камень, то и он поднимет его тоже. Карлик вернулся к правителю и рассказал ему то, что сказала ему мать. Правитель поднял камень, и гном сделал то же самое. Правитель был впечатлен и немного нервничал и продолжал испытывать гнома, демонстрируя ему невероятную силу весь оставшийся день. Каждый раз, когда правитель демонстрировал свою силу, карлик умудрялся делать то же самое.
Правитель разгневался на то, что карлик оказался таким же сильным, как он, и сказал карлику, что тот должен построить дом больше любого другого дома в городе за одну ночь, иначе его казнят. Гном в слезах вернулся к матери, которая велела ему не терять надежды и немедленно лечь спать. На следующее утро город увидел пирамиду карлика в завершенном виде — выше любого другого здания в городе.
Правитель увидел здание из своего дворца и снова разгневался. Он подозвал к себе гнома и приказал провести последнее испытание силы. Гном должен был собрать две вязанки дров коголя, очень прочных и тяжелых, а король должен был сломать их пополам о голову гнома, а затем наступала очередь гнома сломать их пополам о голову короля.
Гном побежал к матери за помощью. Она сказала ему не беспокоиться и положила ему на голову зачарованную лепешку для защиты. Разборки происходили на глазах у городских вождей. Правитель сломал всю связку, палку за палкой, о голову карлика, не причинив ему вреда, и попытался отказаться от испытания на силу. Однако он понимал, что перед собравшимися городскими лидерами у него нет иного выбора, кроме как продолжить и предоставить гному возможность выступить.
Вторая палка из вязанки карлика разбила череп правителя на куски, и правитель упал замертво к ногам карлика, его провозгласили новым правителем.
Данная легенда была опубликована в Книге Эдварда Рэнни. Каменная кладка майя. Альбукерке: Издательство Университета Нью-Мексико, 1974, стр. 80–81.

## Туризм
Пирамида Адивино — самая большая туристическая достопримечательность Ушмаля. Сегодня возле входа в пирамиду находятся кафе, сувенирный магазин и уборные, а также небольшой музей и лекционный зал. Площадка открыта с 8:00 до 17:00, вечером проводится звуковое световое шоу на английском и испанском языках, в центре которого находится пирамида.